# Al Naser Wings Airlines
Al-Naser Airlines era una aerolínea chárter con base en Bagdad, Irak. Su base de operaciones principal era el Aeropuerto Internacional de Bagdad.

## Destinos
Al-Naser Airlines operaba los siguientes vuelos (a junio de 2011):
- Irak
  - Bagdad - Aeropuerto Internacional de Bagdad
  - Erbil - Aeropuerto Internacional de Erbil
  - Nayaf - Aeropuerto Internacional de Nayaf

- Kuwait
  - Kuwait - Aeropuerto Internacional de Kuwait

- Suecia
  - Estocolmo - Aeropuerto de Estocolmo-Arlanda
  - Malmö - Aeropuerto de Malmö

- Reino Unido
  - Londres - Aeropuerto de Londres Gatwick

## Flota
La flota de Al-Naser Airlines se componía de las siguientes aeronaves (a 1 de diciembre de 2010):
- 1 Boeing 737-200